# الزفاف الكوميدي الإيطالي لجوي وماريا
الزفاف الكوميدي الإيطالي لجوي وماريا هو عرض مسرحي تفاعلي للعشاء في الولايات المتحدة حقوق عرضه مملوكة لشركة إنتاجات ديلستار رانشو كوكامونجا، كاليفورنيا، ومؤجرة من قبل بيفرلي ستكني (الرئيسة). قدمت عروض في كل من (آناهايم، كاليفورنيا، سان دييغو، بالم سبرينغس، شيكاغو، إلينوي، هارتفورد، كونيتيكت بوسطن، ماساتشوستس).
كُتِبَ العرض بواسطة فريق الزواج والزوجة (كل من بول ودارلين فرانكلين).
أعضاء الجمهور هم المشاركون النشطون في حفلات الزفاف والاستقبال اللاحق، والتي تجري في مطعم في نورث إند في بوسطن يملكه ابن عم العروس ومدير الاحتفالات في المسرحية «كارمين كانولي»، ويُجمَع حفل الزفاف، الذي أقامه كاهن رعية «القديس أنتوني» كاهن الرعية «القس فضول»، عائلتي الحبيبين، جوزيف أنطوني جنوكي وماريا أنجلينا كافاتيلي. (في الواقع، تمت تسمية طاقم الشخصيات بأسماء الأطباق الإيطالية) تندلع الفوضى خلال الحفل مع وصول غير متوقع لصديقة جوزيف ذات الملابس الاستفزازية، «فيولا فيرميشلي». يبدو أن فيولا ما زالت تحب جوزيف، على الرغم من أن جوي يميل بالعادة لمغازلة النساء، إلا أنه مغرم جدًا بماريا ويحتج بصوت عالٍ على وصول فيولا.
بعد انضمام الزوجين، يغادر فريق الممثلين الغرفة ويعيد تقديمه واحدًا تلو الآخر بواسطة «كارمين». بعد العشاء تبدأ الحفلة نفسها بأزياء إيطالية-أمريكية تقليدية تزدهر مثل الغناء والترنتيلة (رقصة شعبية إيطالية)، يتم وَضع باقة الأزهار التقليدية ورميات الرباط التي يمسك بها الضيوف في موقف غريب ومضحك للغاية على خشبة المسرح، حيث يُطلب من الضيف الذكر إزالة الرباط عن ساق الضيفة باستخدام أسنانه فقط. يعني وصول عراب ماريا «المافيا دون زيتي» (غالبًا ما يلعبه عضو مختار من جمهور الرياضة الجيدة) ويعني أيضًا وصول مبلغ كبير من المال للزوجين الجدد، يتم تسليم «المال» إلى ابنة عم جوزيف، وصديقة العروس لويزا رافيولي لحفظها.
في وقت لاحق تبين أن الأموال فُقِدت وإتُّهِم ضيف ذكر بسرقتها. يعود جوي وماريا مرتدين ملابس السفر الأنيقة، ويستعدان لرقصة أخيرة، ثم يذهبان لقضاء شهر العسل في فيغاس وإنفاق بعضاً من ذلك المال (مال الزواج) وعاش الجميع بسعادة بعد ذلك.
تم كتابة أجزاء قليلة جدًا من فيلم (زفاف جوي وماريا الإيطالي الكوميدي)، مع الحفاظ على زخم المسرحية من خلال الفكاهة الهزلية.